# Zari Hassan
Zarinah Hassan (sinh ngày 23 tháng 9 năm 1980, thường được gọi là Zari Hassan, là một nhà xã hội, nhạc sĩ và nữ doanh nhân người Uganda, người cư trú ở Nam Phi, nơi cô đang điều hành một chuỗi các trường học và ký túc xá sinh viên và doanh nghiệp khác.

## Gia đình
Cô trở về quê hương của mình vào năm 2000, sau hai năm ở Vương quốc Anh. Cô chuyển đến Nam Phi nơi cô gặp và yêu chồng cũ. Năm 2013, cô ly dị Semwanga, người mà cô cáo buộc lạm dụng thể xác.

## Semwanga chết
Vào tháng 5 năm 2017, Ivan Semwanga bị đột quỵ nặng, được đưa vào Bệnh viện học thuật Steve Biko, rơi vào tình trạng hôn mê và qua đời vào ngày 25 tháng 5 năm 2017. Ông được chôn cất ở Uganda  và sau đám tang, Zari trở về Nam Phi để quản lý các doanh nghiệp của cô và một số doanh nghiệp của người chồng quá cố của cô.